# 国土天然資源省 (トンガ)
国土天然資源省（国土・天然資源省、英語: Ministry of Lands and Natural Resources）は、トンガ政府の閣僚級省庁で、トンガ憲法と土地法に従い文字通り土地と天然資源に関するあらゆる事柄を管轄している。旧称は土地測量天然資源省（土地・測量・天然資源省、英語: Ministry of Land, Survey, and Natural Resources）。
2021年12月より、国土天然資源省はトンガ・トゥイアフィトゥが率いている。